# João, o Diácono (morto antes de 882)
João, o Diácono (em latim: Johannes Hymonides; m. antes de 882) foi um monge  em Abadia de Monte Cassino, perto de Roma, em meados do século IX e depois diácono da Igreja Romana. Dotado de considerável conhecimento, era muito próximo de Anastácio (m. 879), o bibliotecário da Igreja.

## História
A pedido do papa João VIII (r. 872-882), João escreveu uma Vita de São Gregório Magno utilizando suas próprias obras e trechos coletados antes a partir das cartas do papa e guardados nos arquivos da Igreja. A obra está dividida em quatro volumes: no primeiro, João relata a vida de Gregório até o seu pontificado; no segundo, as atividades do papa Gregório; no terceiro, seus ensinamentos; no quarto, o progresso de Gregório em direção à perfeição. A obra foi editada por Jean Mabillon.
João pretendia também escrever uma detalhada história da Igreja e, a seu pedido, o já mencionado Anastácio compilou uma história em três partes utilizando fontes bizantinas em grego para que João utilizasse, o que ele jamais fez. A convite do bispo Gauderico de Velletri (r. 867-879), reeditou a "Gesta Clementis", a vida do papa Clemente I (que morreu no final do século I), mas não conseguiu terminar a obra (Gauderico tentou completá-la, mas não se conhece uma versão completa), presumivelmente por ter morrido. Diz-se que na Bibliothèque Nationale de Paris existe um manuscrito não estudado com uma exegese sobre o Heptateuco baseada em fontes patrísticas e escrita por João, o Diácono.
Uma carta de um certo João, o Diácono a Senário, homem ilustre, trata das cerimônias do batismo, mas não é, contudo, obra deste João e sim de um outro diácono mais antigo de mesmo nome e epíteto.